# سیبیریاچیخا
سیبیریاچیخا (به لاتین: Sibiryachikha) یک منطقهٔ مسکونی در روسیه است که در سرزمین آلتای واقع شده‌است.